# Убийство Бронислава Перацкого

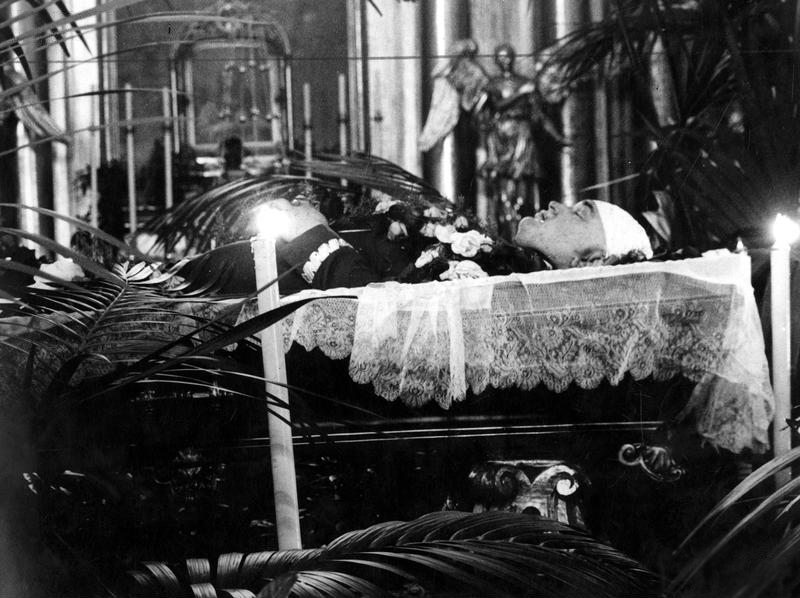
Тело Бронислава Перацкого на катафалке во время торжественного погребения, 18 июня 1934 года

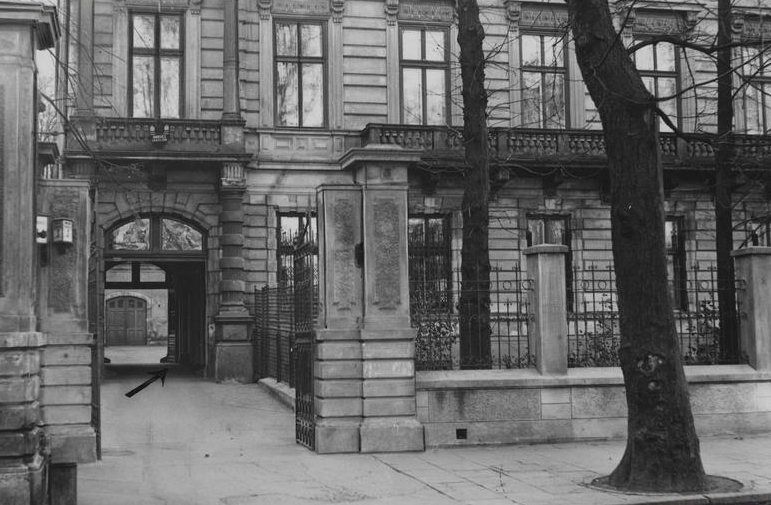
Фоксаль, 3 — место убийства, 1934 год

Убийство Бронислава Перацкого (пол. Zabójstwo Bronisława Pierackiego) — политическое убийство министра внутренних дел в правительстве Леона Козловского; произошло 15 июня 1934 года перед домом Товарищеского клуба на улице Фоксаль в Варшаве.
Так называемый Революционный трибунал ОУН принял решение о казни Перацкого как одного из главных организаторов «пацификации»  — репрессивных мер польской власти в Галичине по отношению к украинскому населению. Перацкого ранил член Организации украинских националистов (ОУН) Григорий Мацейко. Министра перевезли в больницу, но он скончался в тот же день.

## Предпосылки
Бронислав Перацкий был польским легионером, участником боёв с украинцами за Львов. Во время покушения занимал пост министра внутренних дел Польши, ответственным, среди прочего, за политику государства в отношении национальных меньшинств. Был одним из организаторов т. н. «пацификации Восточной Малопольши».
Во время съезда ОУН в Берлине было принято решение об организации покушения на министра по делам религиозных конфессий Януша Енджеевича или Перацкого. Убийство должно было быть ответом на аресты, произведённые польскими властями после неудачного нападения боевиков ОУН на почту в местечке Грудек Ягеллонский. Решение о покушении на Перацкого было принято после того, как последний предпринял попытку соглашения с умеренными группами украинцев, проживающих в Польше. По мнению украинских радикальных организаций, такое сближение было опасно для их собственной политики.
Подготовка к покушению началась весной 1934 года, когда в Варшаву приехал один из лидеров ОУН Николай Лебедь. Последний проводил в Варшаве рекогносцировку, в чём ему помогала Дарья Гнатковская. Теракт мог и не состояться, поскольку против него возражали немцы, оказывавшие поддержку украинским националистам. Поведение немцев объяснялось временным улучшением польско-немецких отношений после прихода к власти Адольфа Гитлера. Существуют две версии причин, приведших к убийству министра. По одной из версий, убийство было совершено с ведома и согласия руководителя ОУН Евгения Коновальца, по другой — теракт был совершён радикальной группой т. н. «молодых» в ОУН.
Как выяснилось позже, польская полиция давно следила за Лебедем и его группой, но было решено их не арестовывать, поскольку в это время Перацкий пытался договориться с умеренными украинскими организациями. Украинцы понимали, что ОУН и особенно львовская часть организации находилась под наблюдением польских спецслужб. В связи с этим Степан Бандера отдал приказ, отменявший покушение на Перацкого. Но этот приказ не дошёл до Варшавы вовремя.

## Убийство
План убийства разработал Роман Шухевич, руководил на месте Николай Лебедь, общее руководство осуществлял Степан Бандера. Нападение совершил член ОУН Григорий Мацейко 15 июня 1934 года на улице Фоксаль в Варшаве.
Министр, по своей многолетней привычке, приехал пообедать в «Товарищеский клуб» на улице Фоксаль, 3. Сначала Григорий Мацейко попытался взорвать небольшую бомбу, изготовленную в подпольной лаборатории, но она не сработала. Тогда, выхватив пистолет, он подбежал к министру сзади и выстрелил несколько раз.
Мацейко удалось оторваться от преследования и после недолгого укрывательства от полиции он уехал из страны. Остаток своей жизни он прожил в эмиграции в Южной Америке.
После теракта один из его организаторов, Николай Лебедь, бежал в Германию, надеясь найти там убежище. Но немецкие спецслужбы, опасаясь преждевременного международного скандала, выдали Лебедя полякам, затем арестовали и на некоторое время заключили в немецкую тюрьму ещё одного активиста ОУН, Рихарда Ярого.

## Варшавский процесс
На судебном процессе, проходившем с 18 ноября 1935 по 13 января 1936 года в Варшаве, обвиняемыми были несколько человек, подозреваемых в принадлежности к ОУН.
Следствие тянулось долго, и, возможно, подозреваемых не удалось бы довести до суда, но в руки полиции попали около двух тысяч документов ОУН, так называемый «архив Сеника», который хранился в Чехословакии. Документы этого архива дали возможность польской полиции установить огромное количество членов и руководителей ОУН. В итоге процесса оглашён такой приговор:
- к смертной казни (замененной впоследствии на пожизненное заключение):
  - Степан Бандера (26 лет, студент Львовской политехники),
  - Николай Лебедь (25 лет, неоконченное гимназическое образование),
  - Ярослав Карпинец (30 лет, студент Краковского университета);
- на пожизненное заключение:
  - Николай Климишин (26 лет, студент Краковского университета),
  - Богдан Пидгайный (31 год, инженер);
- 15 лет заключения:
  - Дарья Гнатковская (23 года, неоконченное гимназическое образование);
- 12 лет заключения:
  - Иван Малюца (25 лет, студент Львовской политехники),
  - Евгений Качмарский (25 лет, неоконченное гимназическое образование),
  - Роман Мигаль (24 года, студент Львовского университета);
- 8 лет заключения:
  - Екатерина Зарицкая (21 год, студентка Львовской политехники);
- 7 лет заключения:
  - Яков Чёрный (21 год, студент Люблинского университета),
  - Ярослав Рак (27 лет, юрист).

Защитниками были адвокаты Владимир Горбовой, Я. Шлапак, Лев Ганкевич, А. Павенецкий. Все подсудимые, кроме Романа Мигаля, и большинство украинских свидетелей отказались давать показания на польском языке. После амнистии тюремные сроки до 15 лет уменьшены наполовину, а более 15 — на одну треть.

## Версии
По версии, в частности, сайта Музея жертв оккупационных режимов, убийство Перацкого — это наказание за пацификацию, которую организовала ОУН.
Также существовала версия, что к убийству Перацкого причастны польские националисты, которые в 1922 году совершили убийство первого президента Польши Габриэля Нарутовича.

## Последствия
12 членов ОУН, причастных к убийству, в том числе Степана Бандеру, арестовали и на Варшавском процессе приговорили к смертной казни или тюремному заключению.
Через два дня после убийства Перацкого, 17 июня 1934 года, президент II Речи Посполитой Игнатий Мосцицкий издал указ о «создании мест изоляции для лиц, которые могут нарушать безопасность, спокойствие и общественный порядок». Первый и единственный в тогдашней Польше концлагерь создали 12 июля 1934 года на месте бывших российских казарм возле городка Берёза-Картузская.